# Юдин, Николай Леонидович
Никола́й Леони́дович Ю́дин (1 мая 1899, Мытищи, Московская губерния — 27 декабря 1986, Москва) — советский актёр театра и кино.

## Биография
С 15 лет работал продавцом, затем заведующим кроватно-хозяйственным отделом магазина «Мюр и Мерилиз», одновременно (1916—1917) учился на режиссёрских курсах.
В 1919—1921 годах учился в студии Московского Пролеткульта. В 1921—1932 годы служил актером и режиссёром Первого рабочего театра Пролеткульта.  Голосовал за приём в студию Ивана Пырьева, Григория Александрова, Максима Штрауха.
В 1933—1934 годах — ответственный руководитель кукольного театра Управления театрально-зрелищными предприятиями, в 1934—1935 — художественный руководитель Иркутского краевого театра.
С 1936 года работал в Москве: режиссёр художественной самодеятельности Центрального парка культуры и отдыха имени Горького, режиссёр клуба Ярославской железной дороги, инструктор художественной самодеятельности в управлении Ленинградской железной дороги (1936—1938). В 1939—1941 годах — старший лаборант режиссёрского факультета ВГИКа.
В 1941 году, с началом Великой Отечественной войны, добровольцем ушёл на фронт; награждён медалью «За боевые заслуги».
С 1945 года, после демобилизации, — актёр Московского драматического театра. Оставив сцену в 1955 году, продолжал сниматься в кино.

### Смерть
Николай Леонидович скончался 27 декабря 1986 года в Москве, похоронен на Пятницком кладбище.

### Семья
Отец — Леонид Анисимович Юдин (1865—1933), столяр; мать — Юлия Николаевна (1880—1962), санитарный инспектор.

## Творчество

### Роли в театре
Московский драматический театр
- Ястребов — «Братья»
- Дик; Главный дворецкий — «Принц и нищий»
- повар Смуров — «Алёша Пешков»
- Илья — «Светит да не греет»
- слуга Прохор — «Женитьба Белугина»

### Роли в кино
Впервые снялся в 1925 году в массовке фильма Сергея Эйзенштейна «Стачка». В 1930-е годы снимался в эпизодах, с 1950-х — играл роли простых мужиков, задорных старичков.

| Год       |     | Название                        | Роль                       |
| --------- | --- | ------------------------------- | -------------------------- |
| 1932      | ф   | Изящная жизнь                   | боцман                     |
| 1939      | ф   | В поисках радости               | старец                     |
| 1939      | ф   | Девушка с характером            | завхоз                     |
| 1939      | ф   | Ночь в сентябре                 | санитар                    |
| 1939      | ф   | Подкидыш                        | дворник                    |
| 1939      | ф   | Поднятая целина                 | колхозник                  |
| 1939      | ф   | Степан Разин                    | глашатай на площади        |
| 1958      | ф   | Капитанская дочка               | священник                  |
| 1959      | ф   | Василий Суриков                 | поп                        |
| 1959      | ф   | Отчий дом                       | плотник                    |
| 1959      | ф   | Песня о Кольцове                | Савелий                    |
| 1959      | ф   | Спасённое поколение             | сторож в школе             |
| 1959—1961 | с   | Поднятая целина                 | старик                     |
| 1960      | ф   | Прощайте, голуби                | мастер                     |
| 1960      | ф   | Русский сувенир                 | поп                        |
| 1960      | ф   | Рыжик                           | нищий                      |
| 1961      | ф   | Командировка                    | сторож                     |
| 1961      | ф   | Мир входящему                   | раненый солдат             |
| 1962      | ф   | Здравствуйте, дети!             | садовник                   |
| 1963      | ф   | Два воскресенья                 | человек у телефонной будки |
| 1963      | ф   | Тропы Алтая                     | пьяный шорник              |
| 1964      | ф   | Дальние страны                  | старый колхозник           |
| 1964      | ф   | Метель                          | слуга на балу              |
| 1964      | ф   | Сказка о потерянном времени     | рыбак                      |
| 1965      | ф   | Дайте жалобную книгу            | скрипач                    |
| 1965      | ф   | Наш дом                         | сомнительный               |
| 1965      | ф   | Сердце матери                   | человек на похоронах       |
| 1966      | кор | Одни                            | возница                    |
| 1966      | ф   | Скверный анекдот                | гость                      |
| 1967      | ф   | Бабье царство                   | Барышок                    |
| 1967      | ф   | Вий                             | монах                      |
| 1967      | ф   | Они живут рядом                 | продавец                   |
| 1967      | ф   | Пароль не нужен                 | партизан                   |
| 1967      | ф   | Ташкент — город хлебный         | старик                     |
| 1967      | ф   | Три тополя на Плющихе           | пассажир в очках           |
| 1968      | ф   | Братья Карамазовы               | монах                      |
| 1969      | ф   | Директор                        | старик                     |
| 1970      | ф   | Баллада о Беринге и его друзьях | священник                  |
| 1970      | ф   | Бег                             | монах                      |
| 1970      | ф   | Серебряные трубы                | пассажир трамвая           |
| 1971      | ф   | Смертный враг                   | дед                        |
| 1972      | ф   | Огоньки                         | старик                     |
| 1972      | ф   | Сибирячка                       | старый колхозник           |
| 1973      | ф   | Надежда                         | рабочий Прихотько          |
| 1974      | тф  | Вечный зов                      | поп                        |
| 1974      | ф   | Иван да Марья                   | дед                        |
| 1974      | ф   | Любовь земная                   | дед Макар                  |
| 1974      | ф   | Фронт без флангов               | старик-крестьянин          |
| 1975      | ф   | О чём не узнают трибуны         | болельщик                  |
| 1975      | ф   | Раба любви                      | гримёр                     |
| 1976      | ф   | Огненное детство                | старый казак               |
| 1976      | ф   | Стажёр                          | сторож больницы            |
| 1977      | ф   | В профиль и анфас               | дед                        |
| 1977      | ф   | Поединок в тайге                | дед                        |
| 1977      | ф   | Право на любовь                 | священник                  |
| 1977      | ф   | Судьба                          | дед Макар                  |
| 1977      | ф   | Фронт за линией фронта          | старик-крестьянин          |
| 1978      | ф   | Емельян Пугачёв                 | дед Гаврила                |
| 1978      | тф  | Подпольный обком действует      | Осипович, дед-партизан     |
| 1980      | ф   | Эскадрон гусар летучих          | монах                      |
| 1982      | тф  | Ещё до войны                    | дед Крылов                 |
| 1982      | тф  | Иван                            | Петрович                   |
| 1984      | кор | Побег                           | роль                       |
| 1984      | ф   | Прелюдия судьбы                 | эпизод                     |

## Награды
- Медаль «За боевые заслуги» (22.2.1944)[3]
- орден Отечественной войны II степени (6.4.1985)[5]